# Oligia
Oligia is een geslacht van vlinders uit de familie van de uilen (Noctuidae).

## Soorten
- O. adactricula (Guenée, 1852)
- O. agelasta (Fletcher D. S., 1961)
- O. albilinea Laporte, 1973
- O. albilineola Wileman & South, 1918
- O. albirivula Hampson, 1908
- O. ambigua (Walker, 1858)
- O. ambiguella (Fletcher D. S., 1961)
- O. anomalata Berio, 197, 1977
- O. apameoides Draudt, 1950
- O. arbora Barnes & McDunnough, 1912
- O. arcta Lederer, 1853
- O. arctides Staudinger, 1888
- O. atrivitta Hampson, 1914
- O. bridghami (Grote & Robinson, 1866)
- O. bridghamii Grote & Robinson, 1866
- O. bruneonigra Laporte, 1973
- O. confusa Janse, 1937
- O. crytora Franclemont, 1950
- O. cupricolor Laporte, 1973
- O. chlorostigma (Harvey, 1876)
- O. decinerea (Fletcher D. S., 1961)
- O. dinawa Bethune-Baker, 1906
- O. divesta (Grote, 1874)
- O. dubia (Heydemann, 1942)
- O. egens (Walker, 1857)
- O. egensa Walker, 1857
- O. exhausta Smith, 1903
- O. exsiccata Wallengren, 1860
- O. faroulti Rothschild, 1914
- O. fasciuncula (Haworth, 1809) – Oranjegeel halmuiltje
- O. flava Laporte, 1973
- O. fractilinea Grote, 1874
- O. fraudulenta Staudinger, 1888
- O. grisescens (Heydemann, 1932)
- O. h-notata Berio, 1976
- O. hausta (Grote, 1882)
- O. hypothermes Hampson, 1908
- O. hypoxantha Hampson, 1914
- O. illocata Walker, 1857
- O. indirecta Grote, 1875
- O. infima Laporte, 1973
- O. infirma Laporte, 1973
- O. instructa (Walker, 1865)
- O. intermedia Berio, 1976
- O. karafutonis Matsumura, 1925
- O. khasiana Hampson, 1894
- O. laevigata (Smith, 1898)
- O. latra Berio, 1976
- O. latruncula (Denis & Schiffermüller, 1775) – Donker halmuiltje
- O. leleupi Berio, 1976
- O. leuconephra Hampson, 1908
- O. longidens Berio, 1976
- O. mactata Guenée, 1852
- O. marina Grote, 1874
- O. mediofasciata Draudt, 1950
- O. melandonta Hampson, 1908
- O. melanodonta Hampson, 1908
- O. minuscula Morrison, 1874
- O. modica Guenée, 1852
- O. multiplicata Berio, 1976
- O. nigrithorax Draudt, 1950
- O. niveiplaga Draudt, 1950
- O. niveiplagoides Poole, 1989
- O. nyctichroa D. Jones, 1908
- O. obsolescens Beri, 1977
- O. obtusa (Smith, 1902)
- O. pachydetis (Fletcher D. S., 1961)
- O. parathermes Bethune-Baker, 1911
- O. perpusilla Berio, 1976
- O. rampartensis Dyar, 1923
- O. rufata Kardakoff, 1928
- O. rufilinea Laporte, 1973
- O. rufolonigra Laporte, 1973
- O. rufulonigra Laporte, 1973
- O. rufulus Laporte, 1973
- O. rufulusoides Laporte, 1973
- O. scriptonigra Laporte, 1973
- O. scriptonova Berio, 1976
- O. semicana Walker, 1865
- O. semidiaphana Berio, 1976
- O. sodalis Draudt, 1950
- O. stenopterygioides Berio, 1976
- O. strigilis (Linnaeus, 1758) – Gelobd halmuiltje
- O. subambigua (Fletcher D. S., 1961)
- O. suleiman Rezbayai-Reser, 1997
- O. tonsa Grote, 1880
- O. tripunctata (Fletcher D. S., 1961)
- O. turcia Rezbanyai-Reser, 1997
- O. tusa Grote, 1878
- O. vandarban Rezbanyai-Reser, 1997
- O. versicolor (Borkhausen, 1792) – Bont halmuiltje
- O. violacea Grote, 1881
- O. vulnerata Butler, 1878

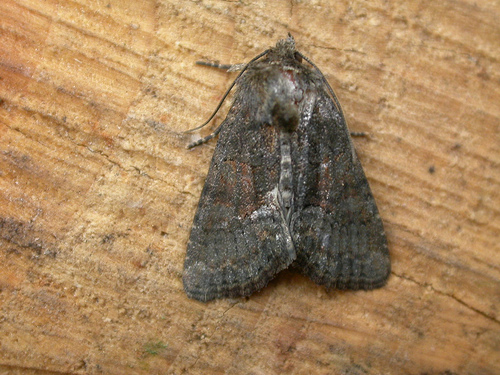
Donker halmuiltje (Oligia latruncula)
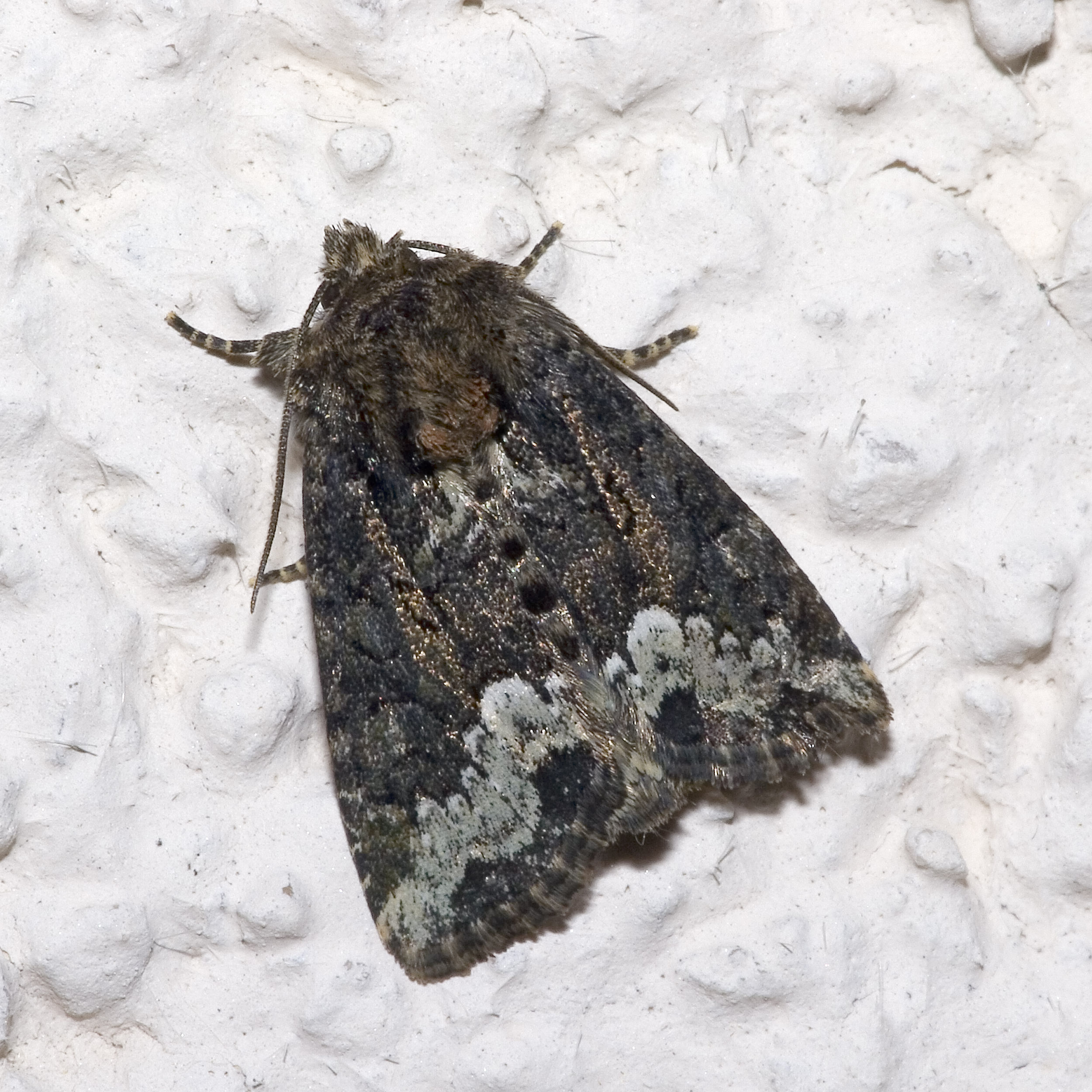
Gelobd halmuiltje (Oligia strigilis)